# Joaquín de Pablo-Blanco Torres
Joaquín de Pablo-Blanco Torres (Còrdova, 17 de febrer de 1896 – Madrid, 13 de setembre de 1947) fou un advocat i polític andalús.

## Biografia
Després de la proclamació de la Segona República Espanyola participaria en les eleccions de 1933 dins les llistes del Partit Republicà Radical, obtenint un escó per la circumscripció de Còrdova. Va ser ministre de Governació en el govern de Joaquín Chapaprieta Torregrosa entre el 25 de setembre i el 14 de desembre de 1935 data en la qual va passar a ocupar la cartera de ministre Agricultura, Indústria i Comerç fins al 30 de desembre de 1935.
A les eleccions generals espanyoles de 1936 trencà amb els radicals i es presentà encapçalant una candidatura republicana independent, però només va obtenir 4.626 vots i es retirà de la política.